# Підкова (вуса)

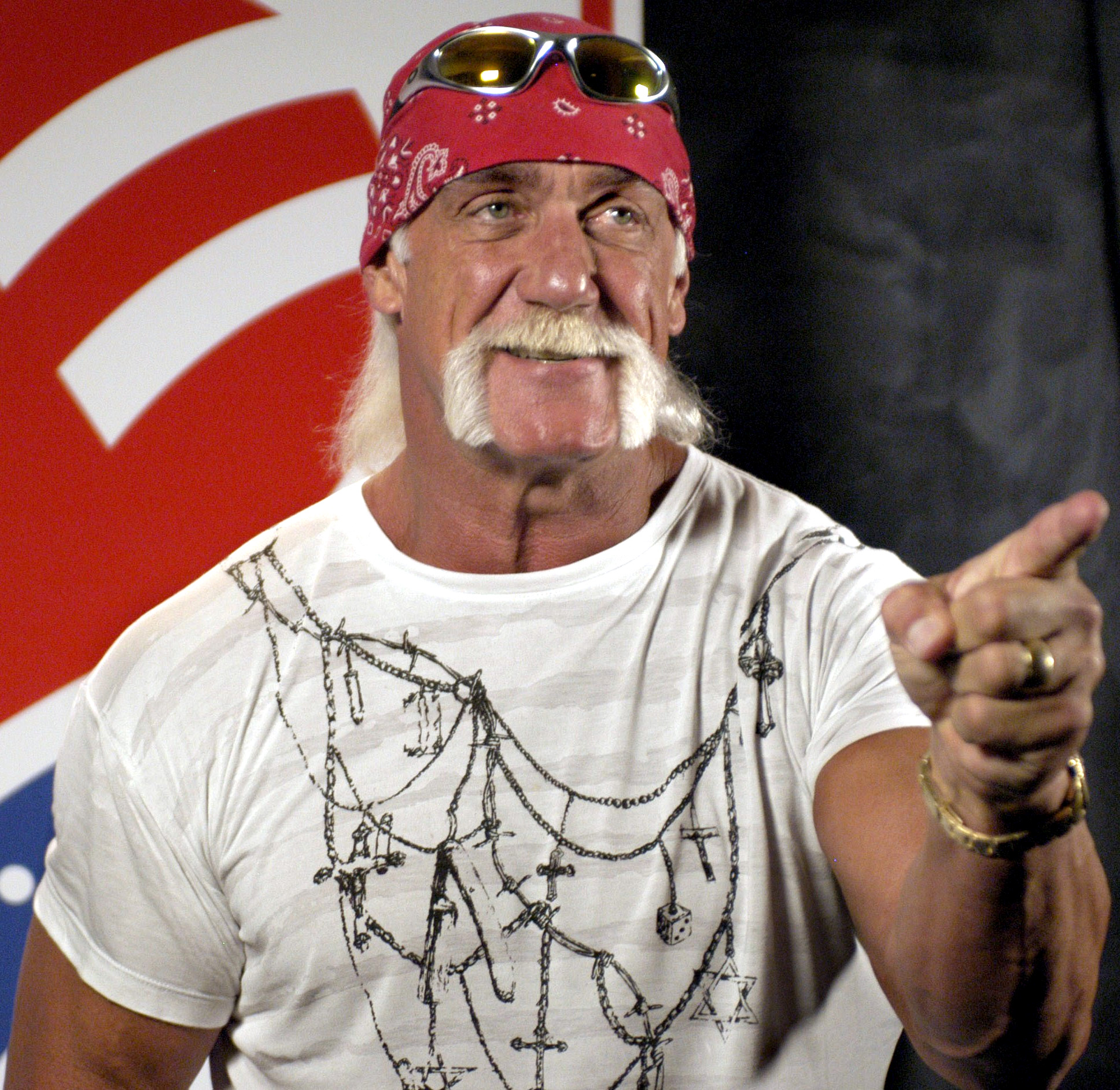
Халк Хоган з вусами у стилі підкова

Підкова, також відомі як байкерські вуса — стиль вусів, що мають зазвичай довжину від 6 до 8 см, спускаються вниз до підборіддя, утворюючи дві смужки обабіч рота. Такий стиль вусів нагадує перевернуту літеру U, саме звідси і пішла назва «підкова». Такі вуса зазвичай носять чоловіки для надання собі мужнього вигляду.
Вуса у стилі підкова не варто плутати з вусами Фу Манчу, які вирощуються за схожою схемою, однак мають смужку під носом де волосся збривають.
«Підкова» популярна серед відомих спортивних осіб та артистів. Легенда НФЛ Джо Немет, актор-ковбой Сем Елліотт, голлівудська зірка 70-тих Елліотт Гулд, Пол Тетул з Orange County Choppers, чемпіон WWF/E Халк Хоган, барабанщик гурту Pink Floyd Нік Мейсон, фронтмен гурту Metallica Джеймс Гетфілд, Глен Хагс з гурту Village People і Ексл Роуз з гурту Guns N' Roses — найкращі приклади популярності бороди у стилі «підкова».